# Anton Elsner
Anton Elsner er en basketballspiller som spiller i Jordanligaen som er den bedste liga i Danmark inden for basketball. Han har spillet i Åbyhøj siden han var 5 år og han spiller der stadig i 2010.